# Бестам (Шиєлійський район)
Беста́м (каз. Бестам) — село у складі Шиєлійського району Кизилординської області Казахстану. Адміністративний центр та єдиний населений пункт Бестамського сільського округу.
У радянські часи село називалось Леніно.
Населення — 2007 осіб (2021; 1788 у 2009, 1573 у 1999, 1267 у 1989).